# فابریس گی
فابریس گی (انگلیسی: Fabrice Guy؛ زادهٔ ۳۰ دسامبر ۱۹۶۸) اسکی‌باز اهل فرانسه است.